# Venturia dioryctriae
Venturia dioryctriae là một loài tò vò trong họ Ichneumonidae.